# Museo Vaqueiro de Asturias
El Museo Vaqueiro de Asturias, pertenece a la red de red de museos etnográficos de Asturias.Está situado en la localidad asturiana de Naraval en el concejo de Tineo. Inaugurado el 29 de julio de 2000, nace promovido por la asociación cultural conde de campomanes siendo creado por la asociación cultural Manxelón.
Está dedicado a los Vaqueiros y en él se hace un repaso por su forma de vida trahumante

## El museo
El museo abarca dos sedes:
- La Barzaniella: Situada en el pueblo de la Naraval. Esta sede muestra la vivienda típica campesina. Esta vivienda se compone de la vivienda propiamente dicha, del pajar y de la panera.

La vivienda está formada por dos plantas. La planta superior contiene la cocina, la salona y el cuarto la folga. En la planta inferior se ubicaba la cuadra. En el pajar se ubica una muestra sobre la vida, historia y costumbres de los vaquieros de alzada, así como el emplazamiento de sus brañas, en Asturias.
La panera, que finaliza el conjunto, sirve de lugar para realizar exposiciones temporales.
- Casa terrena en la braña de Folgueras del Río: Esta sede se encuentra en una braña, aquí se encuentra la vivienda vaquiera en los meses de trashumancia. La vivienda es una sencilla casa con dos dependencias, la cocina y la cuadra, separadas ambas por un muro.